# Willem Valk

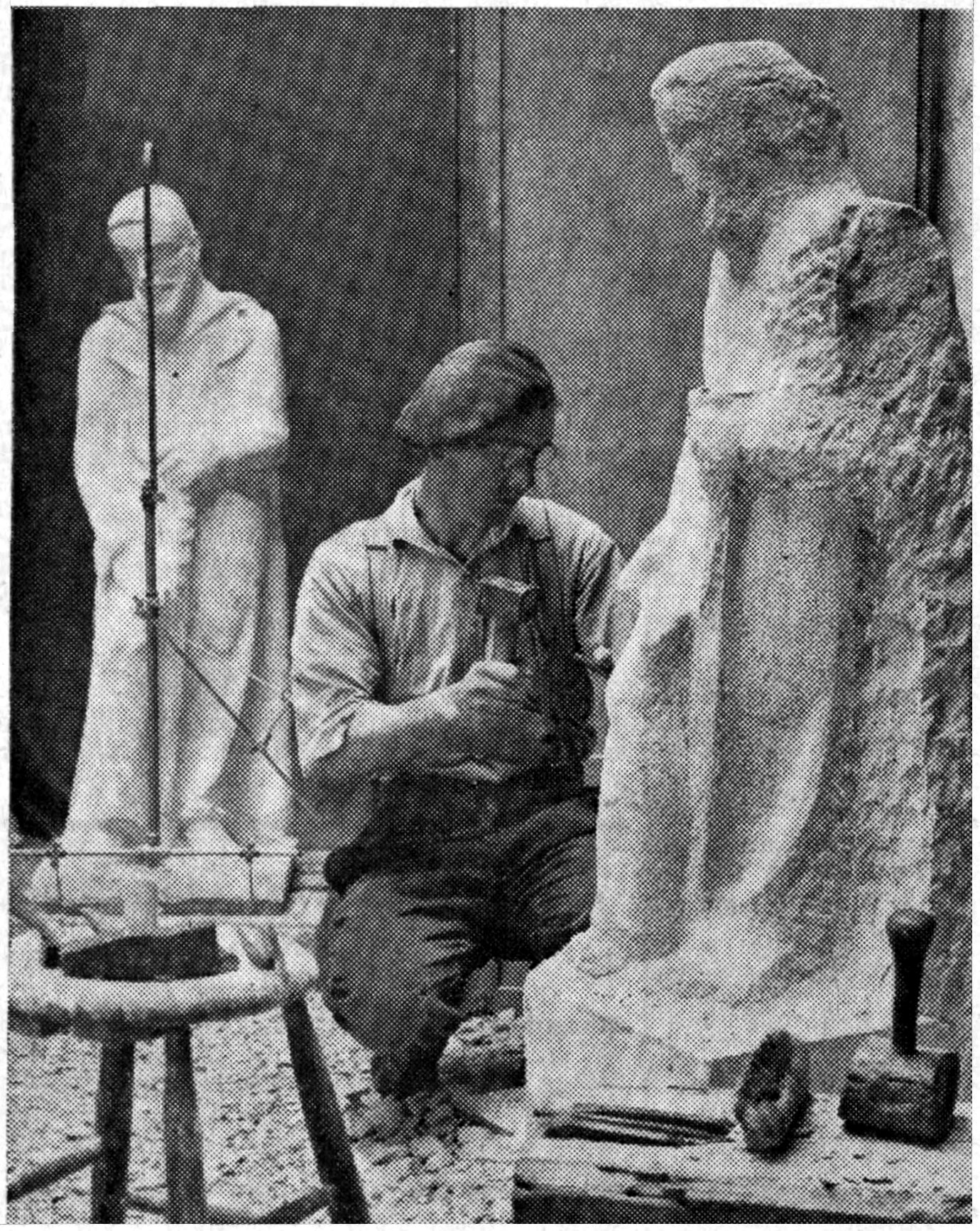
W.J Valk beeld en het beeld in wording voor het Gasthuis v. d. Werkenden Stand tijdens het z.g. puncteren, 1935.

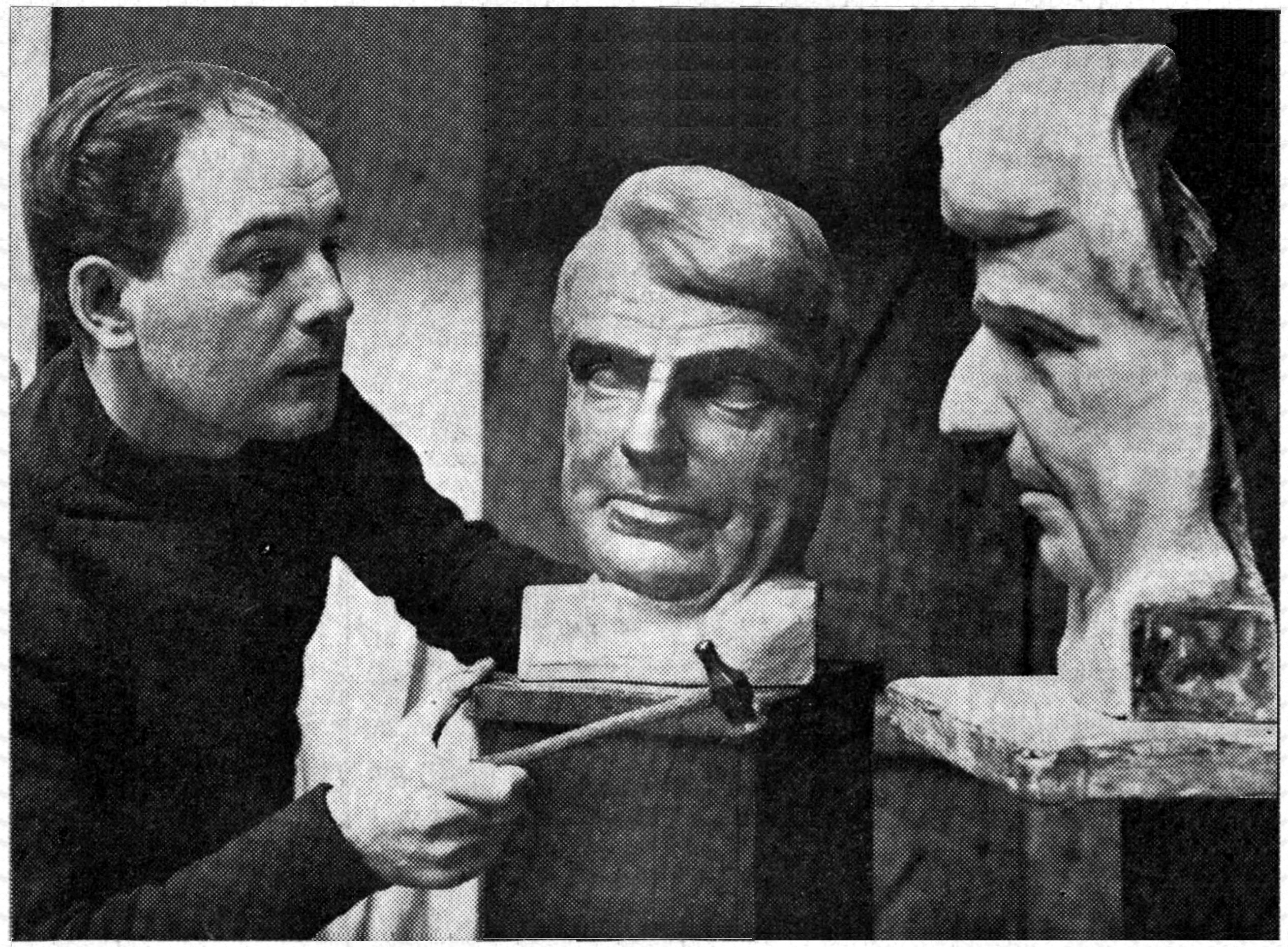
W.J. Valk en het bronzen masker van Herman Poort voor de Openluchtschool.

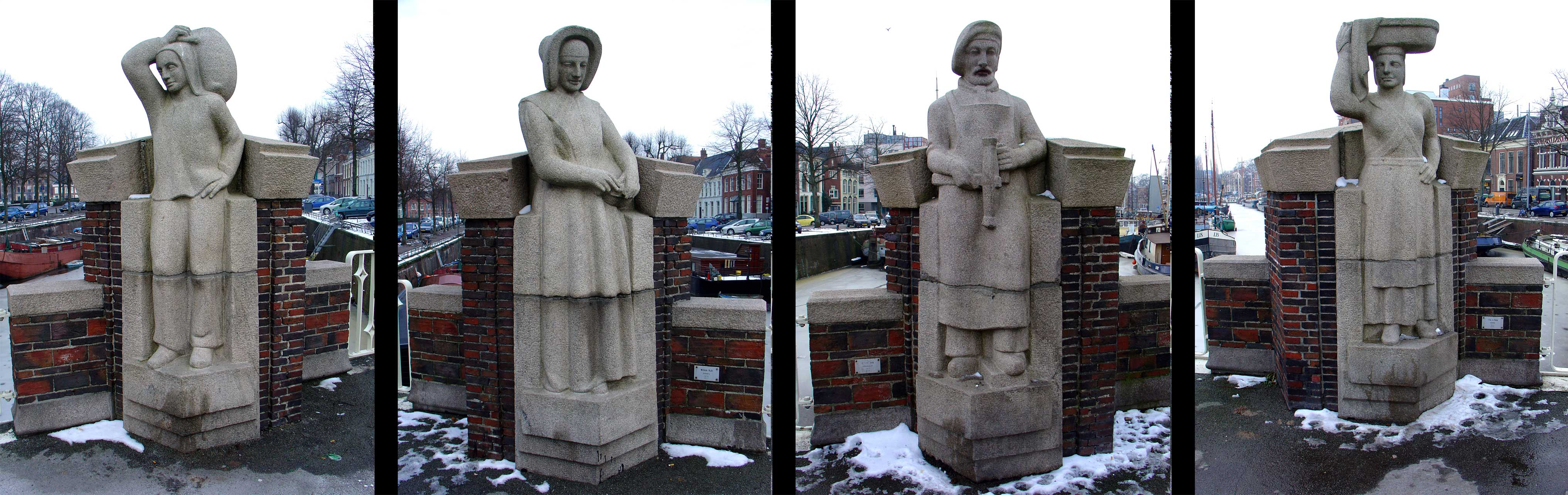
Beelden op de Kijk in 't Jatbrug

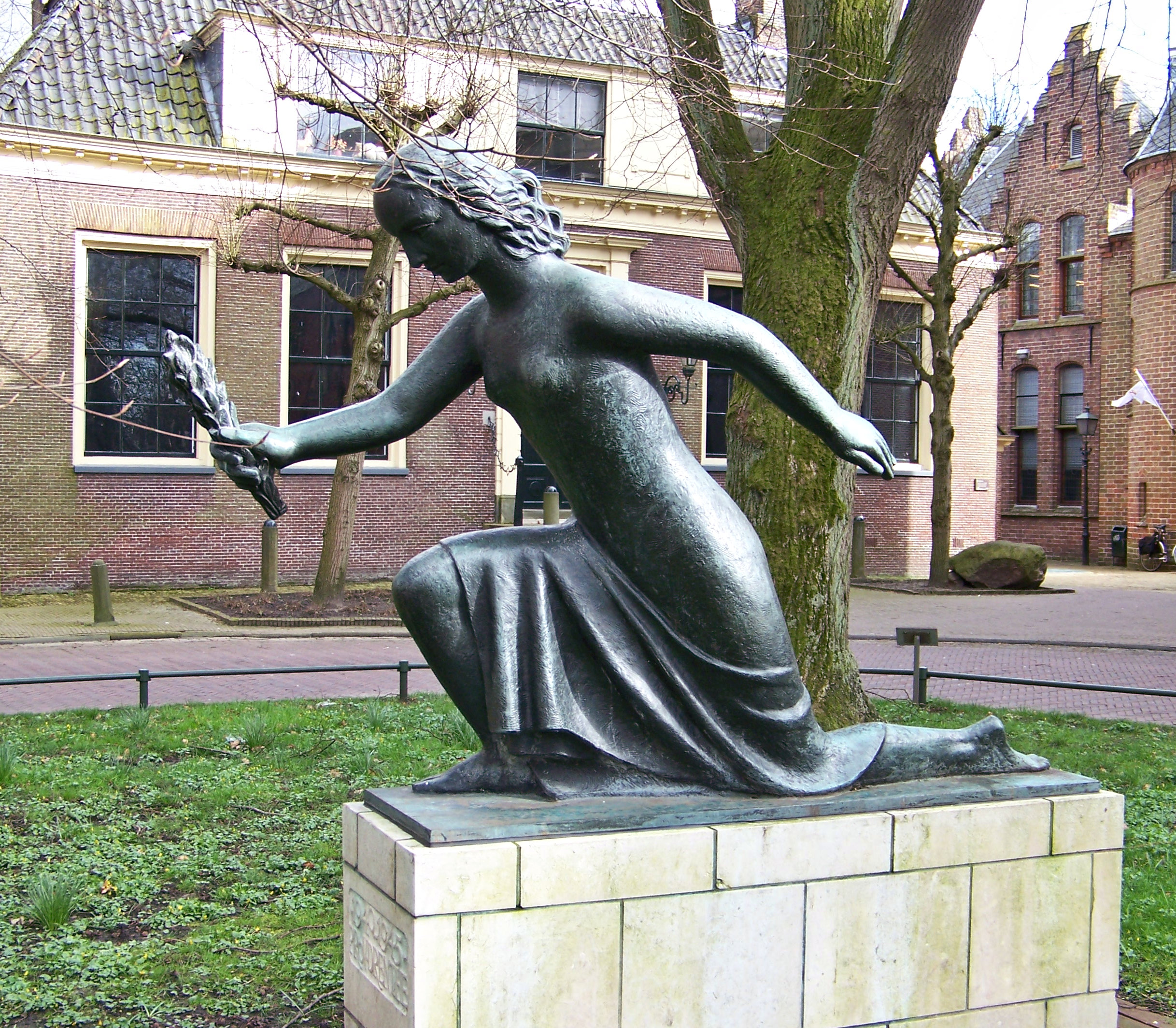
Provinciaal Gedenkteken (Assen)

Willem Johannes Valk (Zoeterwoude, 22 oktober 1898 – Bennebroek, 6 november 1977) was een Nederlands beeldhouwer en tekenaar. Hij werd ook wel de officieuze stadsbeeldhouwer van Groningen genoemd.

## Levensloop
Willem Valk was het vijfde kind en de jongste zoon van Hendrik Valk, een ontwerper bij het latere Van Kempen en Begeer, en Wilhelmina Driebergen. Hij zou niet de enige kunstenaar van het gezin worden, zijn broer Hendrik Valk jr. werd een bekend kunstschilder. Op advies van zijn vader volgde hij een opleiding als zilversmid aan de Academie van Beeldende Kunsten in Den Haag, hij volgde artistieke metaalbewerking bij Frans Zwollo sr. en kreeg daarnaast boetseerlessen van Rien Hack en Kees Smout. In 1918 behaalde hij zijn diploma voor het metaalbewerken en een jaar later voltooide hij de boetseeropleiding en behaalde zijn onderwijsbevoegdheid. Hij werkte korte tijd als ciseleur bij Van Wisselingh & Co. in Amsterdam en vanaf december 1919 als houtsnijder bij Planje in Den Haag. Bij Planje werkte hij aan ontwerpen van Chris Lebeau voor de inrichting van het nieuwe Asthatheater in Den Haag.

### Groningen
Aan de Academie Minerva in de stad Groningen was eind 1920 een vacature ontstaan door het pensioen van leraar boetseren Johan Peddemors. Valk, Wim Haver en Henk Etienne waren kandidaten voor deze functie. Valk was de jongste van het stel, wat directeur Dirk de Vries Lam een minpunt vond, maar Nadat Haver zich terugtrok en Etienne nog geen onderwijsbevoegdheid bleek te hebben, werd hij per 1 januari 1921 benoemd. In eerste instantie was de aanstelling tijdelijk, toen de academie een jaar later met de MTS en de Hogere Zeevaartschool fuseerde, kreeg Valk zijn vaste aanstelling als docent in het Middelbaar Nijverheidsonderwijs. In tegenstelling tot zijn voorgangers, die de leerlingen vooral naar gipsmodel of levend model lieten tekenen, nam hij zijn studenten mee naar buiten. Hij zou ruim veertig jaar de academie lesgeven.
In 1921, het jaar van zijn aanstelling, kreeg Valk zijn eerste opdracht van de gemeente Groningen: twee gestileerde reliëfs van het wapen van de stad aan de Natte brug over het Helperdiep. Valk maakte korte tijd (1921-1923) deel uit van de kunstenaarsvereniging De Ploeg, waarvan hij ook penningmeester werd, met als doel verschillende bouwwerken in stad en dorp meer architectonisch te verzorgen, geheel in de lijn van de geest van die tijd. Ook de Amsterdamse school hield er een dergelijk credo op na. Ook werd hij lid van de Nederlandse Kring van Beeldhouwers (1929-1969) en van de Vereniging tot Bevordering der Bouwkunst. Met de opkomst van de Amsterdamse School in Groningen, halverwege de jaren 20, groeide ook de vraag naar bouwbeeldhouwwerk. In de loop der jaren volgden meerdere gemeentelijk opdrachten, waarbij Valk "de juiste man op de juiste plek op het juiste tijdstip was". Hij werkte daarbij geregeld samen met zijn vriend, de architect Siebe Jan Bouma. Voorbeelden van Valks werk in de stad zijn de ornamenten aan het gebouw van Openbare Werken (1928) aan het Zuiderdiep, het Van Elmpthuis (1929) in de Herestraat en aan het politiebureau (1930) aan de Ubbo Emmiusstraat. Een opvallend bouwwerk dat de ornamenten van Willem Valk draagt, is het gebouw De Faun, een voormalig kantoor van De Utrecht, ontworpen door A.R. Wittop Koning. Toen de opdracht voor De Faun in 1937 af was, trok Valk een aantal maanden met zijn gezin naar Parijs. Hij ontmoette daar zijn grote voorbeeld, de Franse beeldhouwer Aristide Maillol. Naast bouwbeeldhouwwerk maakte Valk ook vrij werk, dierfiguren en portretten; uit de jaren 30 zijn meer dan 25 portretten van hem bekend.

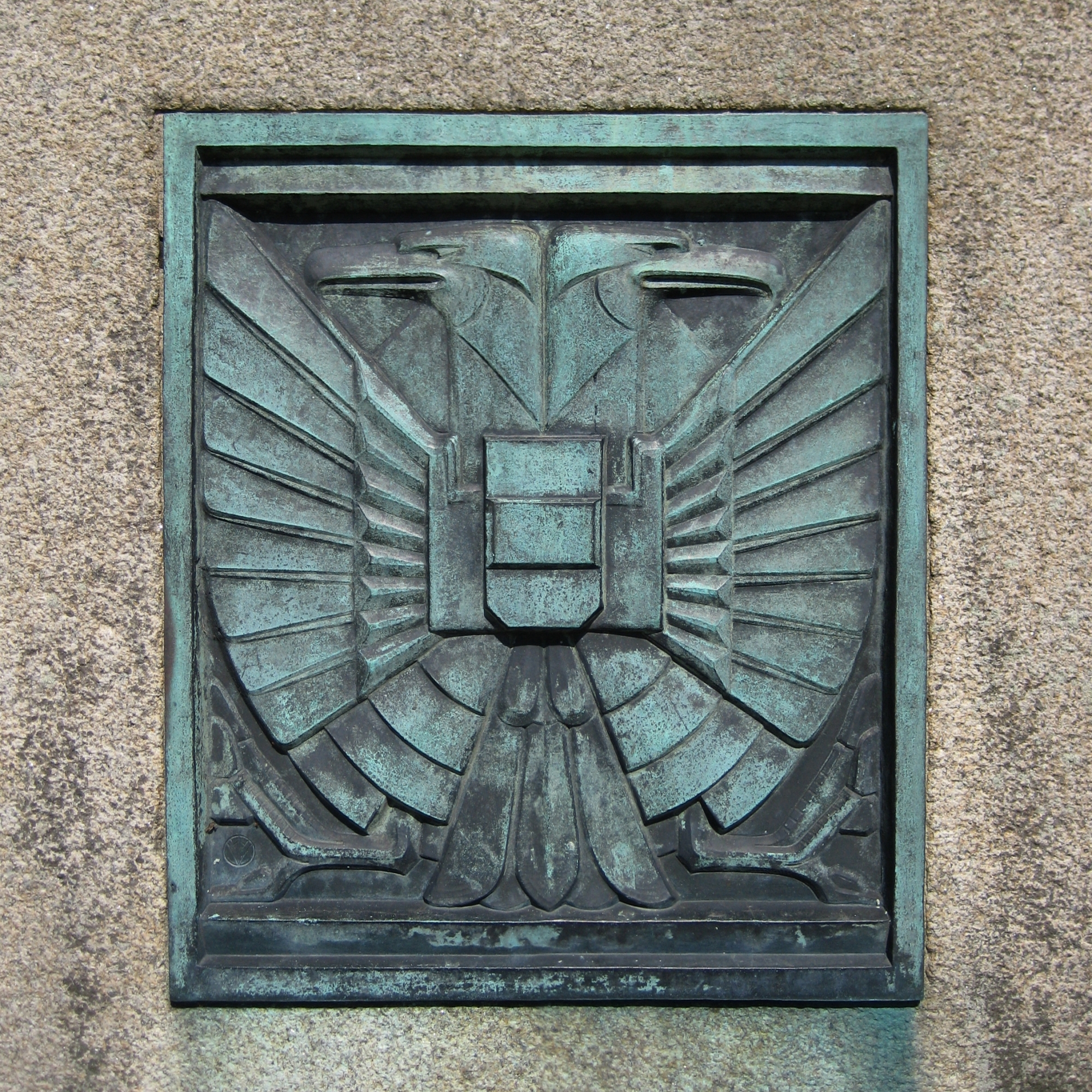
Valks eerste werk in Groningen, het stadswapen aan de Natte brug.
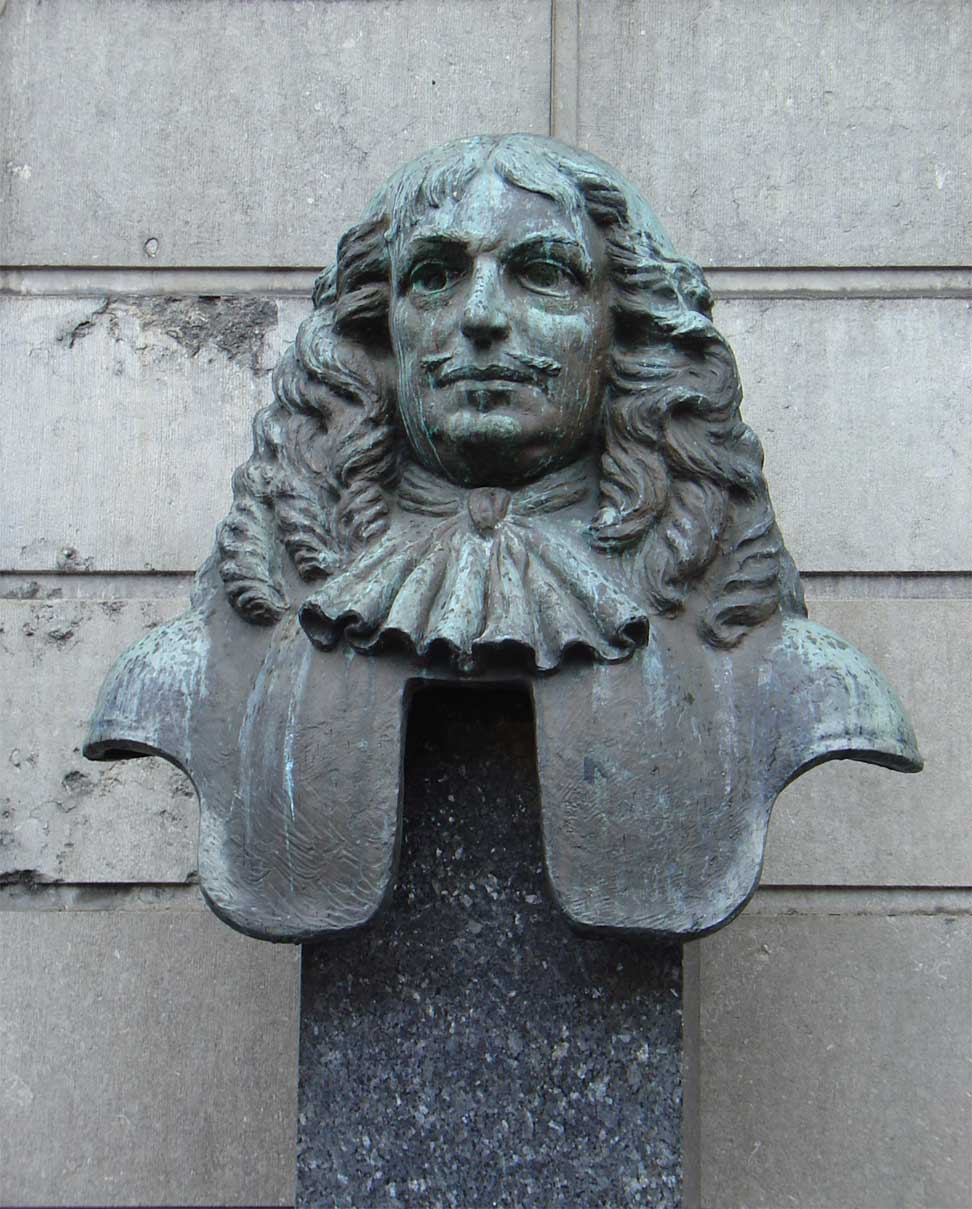
Buste van Rabenhaupt, Valks laatste werk, op de Grote Markt, Groningen.

### Tweede Wereldoorlog
Tijdens de Tweede Wereldoorlog werkte Valk met zijn leerlingen aan een restauratie van de Martinitoren. Voor het westelijk portaal van de toren maakte hij in opdracht beelden van Bernlef, St. Maarten en Agricola, die in oktober 1940 aan de stad werden aangeboden. In 1941 kreeg hij van de gemeente een opdracht voor het vervaardigen van vier manshoge beelden voor de nieuwe Kijk in 't Jatbrug. In 1943 zouden deze beelden gereed zijn, maar de oorlog weerhield de gemeente ervan de beelden te plaatsen; ze werden pas in 1951 geplaatst. Kort na de inval van de Duitsers werd door vijftig organisaties, waaronder de Nederlandse Kring van Beeldhouwers, de Nederlandse Organisatie van Kunstenaars (NOK) opgericht, om invoering van een cultuurkamer naar Duits model te voorkomen. De NOK werd in mei 1941 verboden. Nadat in november 1941 de Nederlandsche Kultuurkamer werd ingevoerd, stapte een aantal Kringleden op -onder wie Leo Braat, Hildo Krop en Gerrit van der Veen en namen de kas mee, de Kring werd daarop ontbonden. Valk was een van de kunstenaars die zich principieel tegen aansluiting bij de Kultuurkamer verzetten. Hij werd in Groningen contactpersoon van de illegaal opgezette Centrale Kunstenaars Commissie, die het kunstenaarsverzet en de financiële ondersteuning daarvan coördineerde. Opmerkelijk is dat hij ondanks zijn weigering om zich aan te sluiten bij de Kultuurkamer kon doorwerken, mogelijk werd hem vanuit Openbare Werken de hand boven het hoofd gehouden. Vanaf september 1942 bood hij in zijn huis in Eelderwolde onderdak aan een oud-leerling, die moest onderduiken vanwege de Arbeitseinsatz. Bij het bezoek van koningin Wilhelmina in november 1945 aan de stad, werden Valk en een aantal andere verzetsmensen door haar bedankt.
Na de oorlog werd Valk, met onder anderen de architecten A.R. Wittop Koning en A.L. van Wissen, benoemd tot lid van de Provinciale Commissie voor oorlogs- of vredesgedenktekens, die de minister van Onderwijs, Kunsten en Wetenschappen adviseerde over de plaatsing van oorlogsmonumenten. In een aantal gevallen kon hij ervoor zorgen dat een opdracht naar een van zijn leerlingen ging. Hij maakte zelf twintig monumenten, waaronder het oorlogsmonument (1948) op begraafplaats Esserveld, het Monument voor het gevallen spoorwegpersoneel (1949) in Utrecht en de Bevrijdingsplaquette (1970) aan de gevel van het Groninger stadhuis. Het kleinste herdenkingsteken is de 65 mm grote penning Herkregen vrijheid (1945), die hij in opdracht van de Vereniging voor Penningkunst maakte. Hoewel Valk de vernieuwende naoorlogse beeldhouwkunst kon waarderen, ging hij daar niet in mee.
In februari 1956 ontving Willem Valk op het Provinciehuis, uit handen van commissaris der koningin Ebels, de Culturele prijs van de provincie Groningen 1955. Er werd tegelijkertijd een tentoonstelling geopend, die werd ingeleid door W. Jos. de Gruyter. Per 1 november 1963 ging Valk als docent met pensioen. In 1971 maakte hij zijn laatste beeld voor de stad Groningen: een buste van Carl von Rabenhaupt, 17e-eeuws bevrijder van de stad. Het werd een jaar later bij de herdenking van het Gronings Ontzet onthuld.  Nadat hij in 1974 een hartaanval kreeg, vertrok hij met zijn vrouw - hij trouwde met Ella Goodijk, zus van architect Arjen Goodijk - naar Bennebroek. Willem Valk overleed in 1977, na een tweede hartaanval, op 79-jarige leeftijd. In Hoogkerk, een dorp en wijk binnen de gemeente Groningen, werd de Willem Valkstraat naar hem vernoemd.

## Enkele werken
- reliëfs stadswapen aan de Natte brug (1921), Groningen
- reliëf aan het voormalige R.K. Ziekenhuis (1925), Verlengde Hereweg, Groningen (ontwerp van Wim Haver)
- ornamenten aan gebouw van voormalige Gemeentewerken (1928), Gedempte Zuiderdiep (thans dienst Ruimtelijke Ordening/Economische Zaken), Groningen
- ornament aan het rioolgemaal (1928), Damsterdiep, Groningen
- ornamenten aan het Van Elmpthuis (1929), voormalig hoofdkantoor Friesch-Groningsche Hypotheekbank, Herestraat, Groningen
- sluitsteen pelikaan aan het voormalig schoolgebouw (1929), Rabenhauptstraat, Groningen
- gevelstenen Politieman, Handboeien, Sleutelbos voormalig politiebureau (1930), Ubbo Emmiusstraat, Groningen
- plaquette van Dr. W.H. Mansholt (1931), UMCG aan de Oostersingel in Groningen
- gedenkmonument voor Tjerk Hiddes de Vries (1934), Grote Bredeplaats in Harlingen (met Berend Tobia Boeyinga)
- grafmonument J.A.H. Schaper (1935), begraafplaats Esserveld, Groningen
- sluitsteen Gasthuis (1935), Oosterweg, Groningen
- Jonge Boer en ornamenten (1936), Kantoor Friesland bank aan het Zaailand, Leeuwarden
- sluitsteen vrouwenfiguur aan voormalig schoolgebouw (1937), J. Hissink Jansenstraat, Groningen
- ornamenten aan gebouw "De Faun", voormalig kantoor van Levensverzekeringsmaatschappij De Utrecht (1938), Gedempte Zuiderdiep, Groningen
- Stern op bol (1938), brugwachtershuis Museumbrug hoek Westerkade/Sluiskade, Groningen
- "De Zee" (1939), Marktstraat (scheepvaartkantoor Koninklijke Wagenborg), Delfzijl[9]
- buste H.D. Guyot (1939), Rijksstraatweg, Haren
- Sint Maarten, Bernlef, Rudolf Agricola(1940) Martinitoren, Groningen
- reliëf "De Telegrafie" aan het postkantoor (1940), Schuitemakersstraat, Groningen
- grafmonument Harm Engbert Blaauw, Noorderbegraafplaats, Groningen
- buste Sybrand Marinus van Haersma Buma (1947), gemeentehuis aan de Stadslaan in IJlst
- grafmonument (1948), Kerkhoflaan, Eelde
- Monument Fokko Reinard Zuidveld (1948), Stadsweg, Garrelsweer
- Oorlogsmonument Esserveld (1948), ter nagedachtenis aan 45 verzetsslachtoffers, begraafplaats Esserveld
- Monument bij de N.H. Kerk (1948), Noorderringweg, Marum
- De Ziener (1948), voormalig gemeentehuis van Sleen[10]
- buste Geert Teis (1948), Theater Geert Teis, Stadskanaal[11]
- Monument voor het gevallen spoorwegpersoneel (1949), Moreelsepark, Utrecht
- Herkregen vrijheid (1949), jaarpenning van de Vereniging voor Penningkunst
- monument op de Algemene begraafplaats (1949/1950), West-Terschelling
- Monument op de Joodse begraafplaats (1950), Iepenlaan, Groningen
- oorlogsmonument Sint-Joris en de draak (1950) Harmenspark, Harlingen
- verzetsmonument Getrouw tot in de dood (1950), Grote Kerkstraat, Sneek
- Provinciaal Gedenkteken (1951), Brink, Assen
- gevelsteen brandweer Assen (1951), bij ingebruikname gebouw aan de Collardslaan. Steen is herplaatst bij nieuw gebouw aan Het Kanaal.
- oorlogsmonument De Hoanne (1951), Monumentwei, Tjalhuizum
- Visvrouw, Korendrager, Koopvrouw, Scheepsbouwer (1951) aan weerszijden van de Kijk in 't Jatbrug, Groningen
- Monument voor A.C. de Graaf (1953), Wognum
- Monument voor de gevallenen (1954), Ald Tsjerkhôf, Woudsend
- oorlogsmonument (1954), Wijkstraat, Appingedam
- Monument voor Lammert Heringa (1956), Gorredijk
- Drents heideschaap (1958), Gorechtpark, Hoogezand
- Bijenkorf (1965), Westerplantage, Leeuwarden
- Bevrijdingsplaquette (1970), De Grote Markt, Groningen
- buste Carl von Rabenhaupt (1972), De Grote Markt, Groningen
- borstbeeld Gerardus Heijmans, Rijksuniversiteit Groningen, Groningen[12]
- vrijstaand ornament Parkheem bij het gelijknamige verzorgingstehuis, Stadskanaal
- Het inwendige oor, Warffum

## Fotogalerij

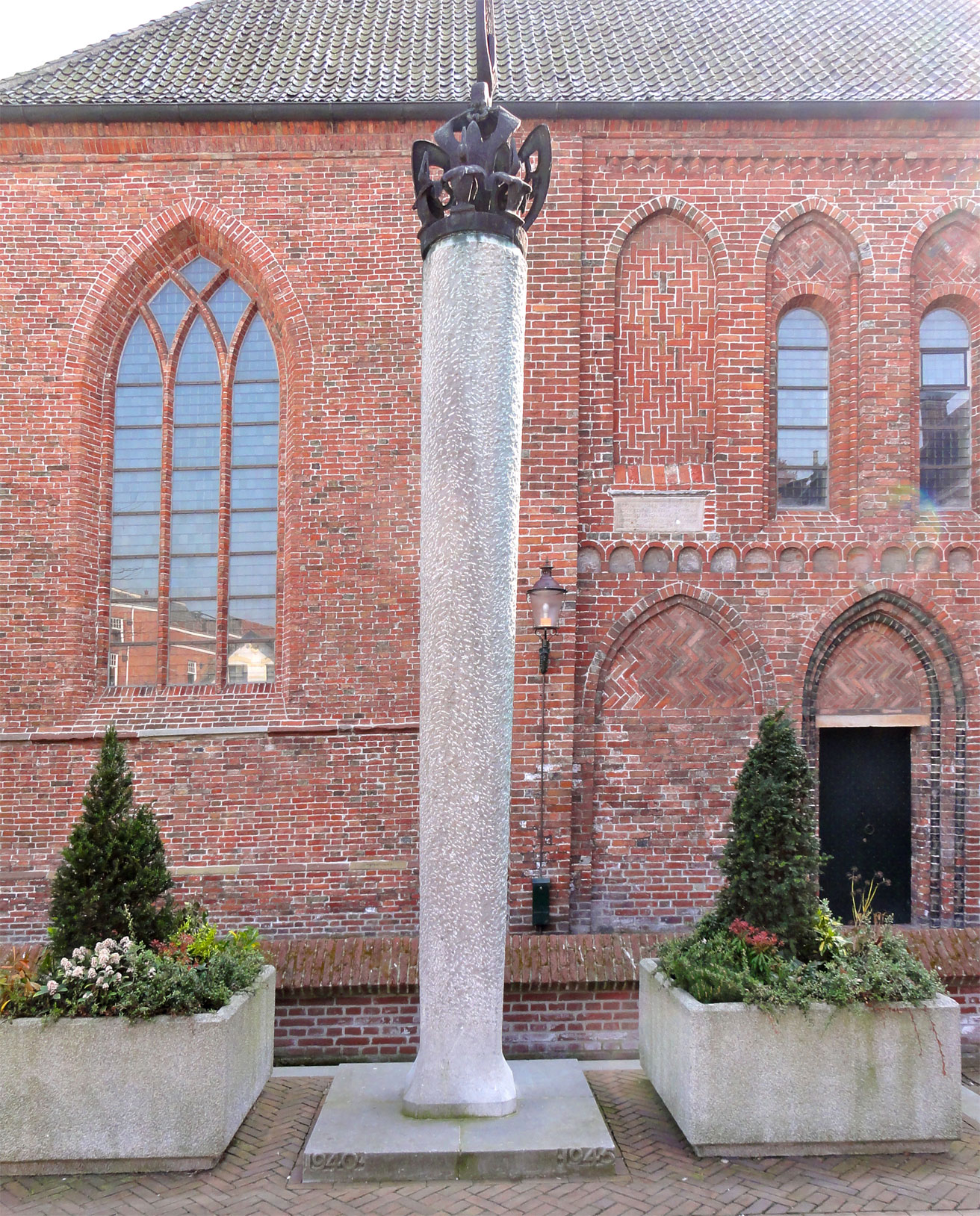
Oorlogsmonument  (Appingedam)
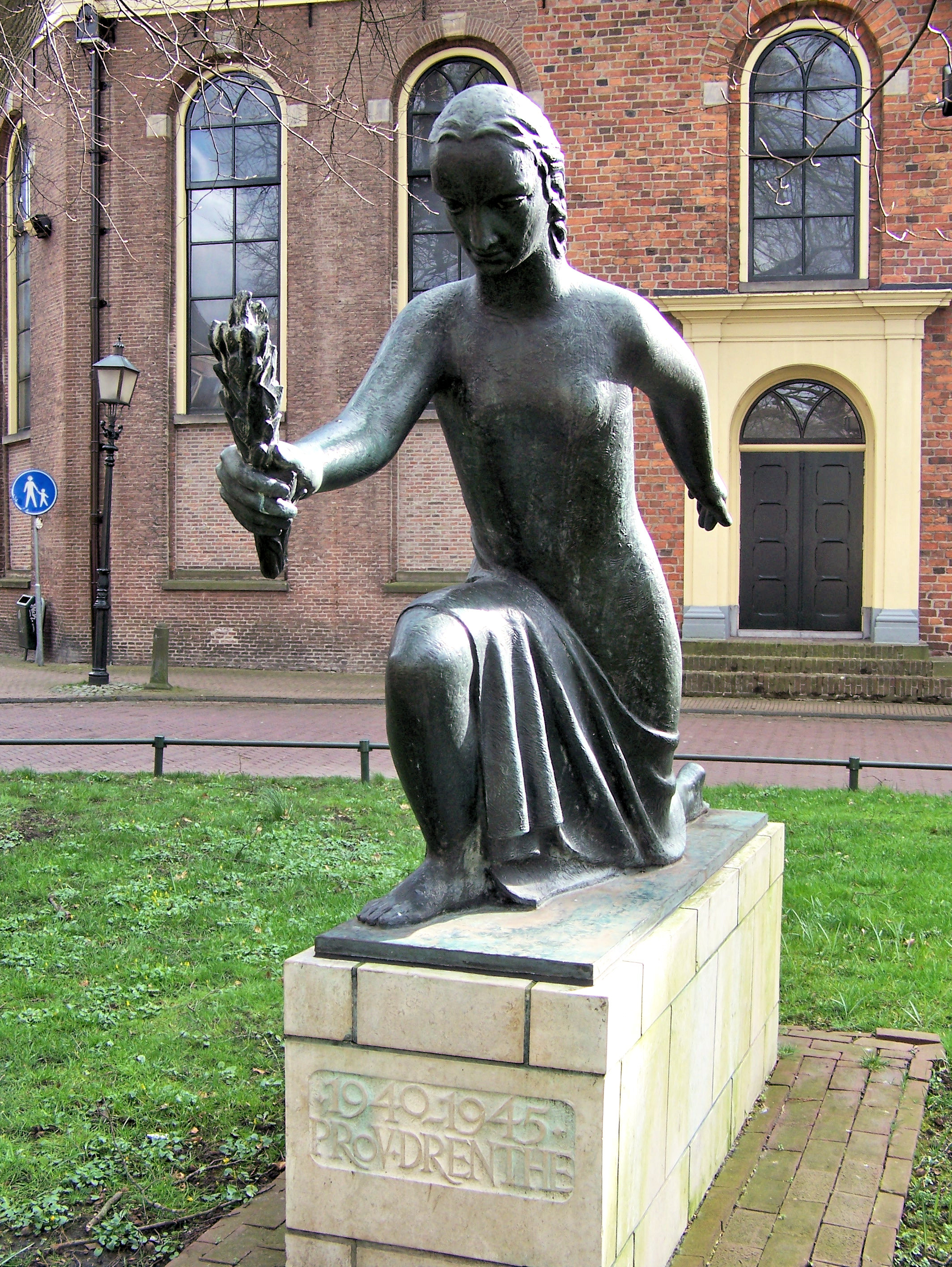
Provinciaal Gedenkteken (Assen)
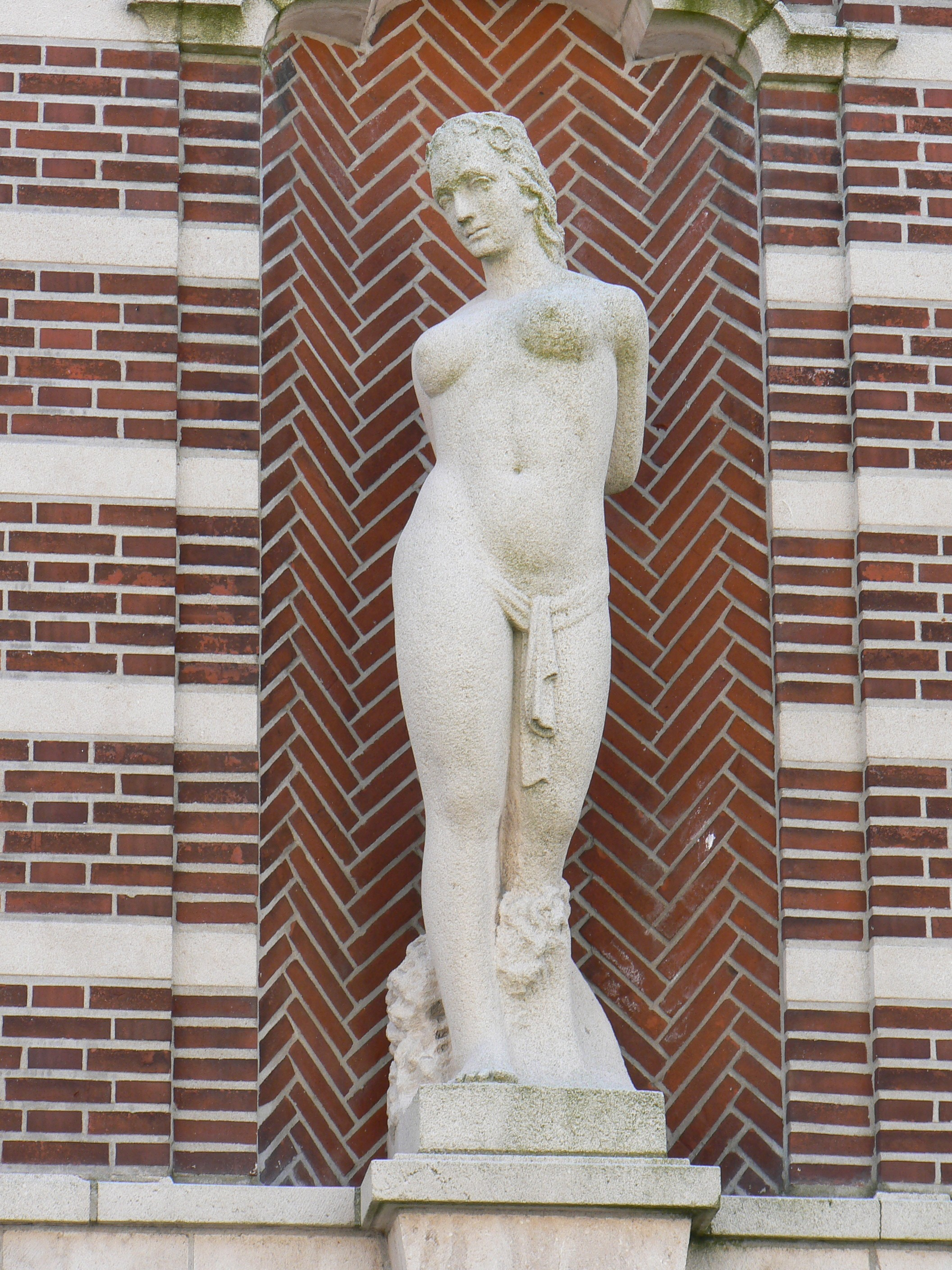
Vrouwfiguur (Delfzijl)
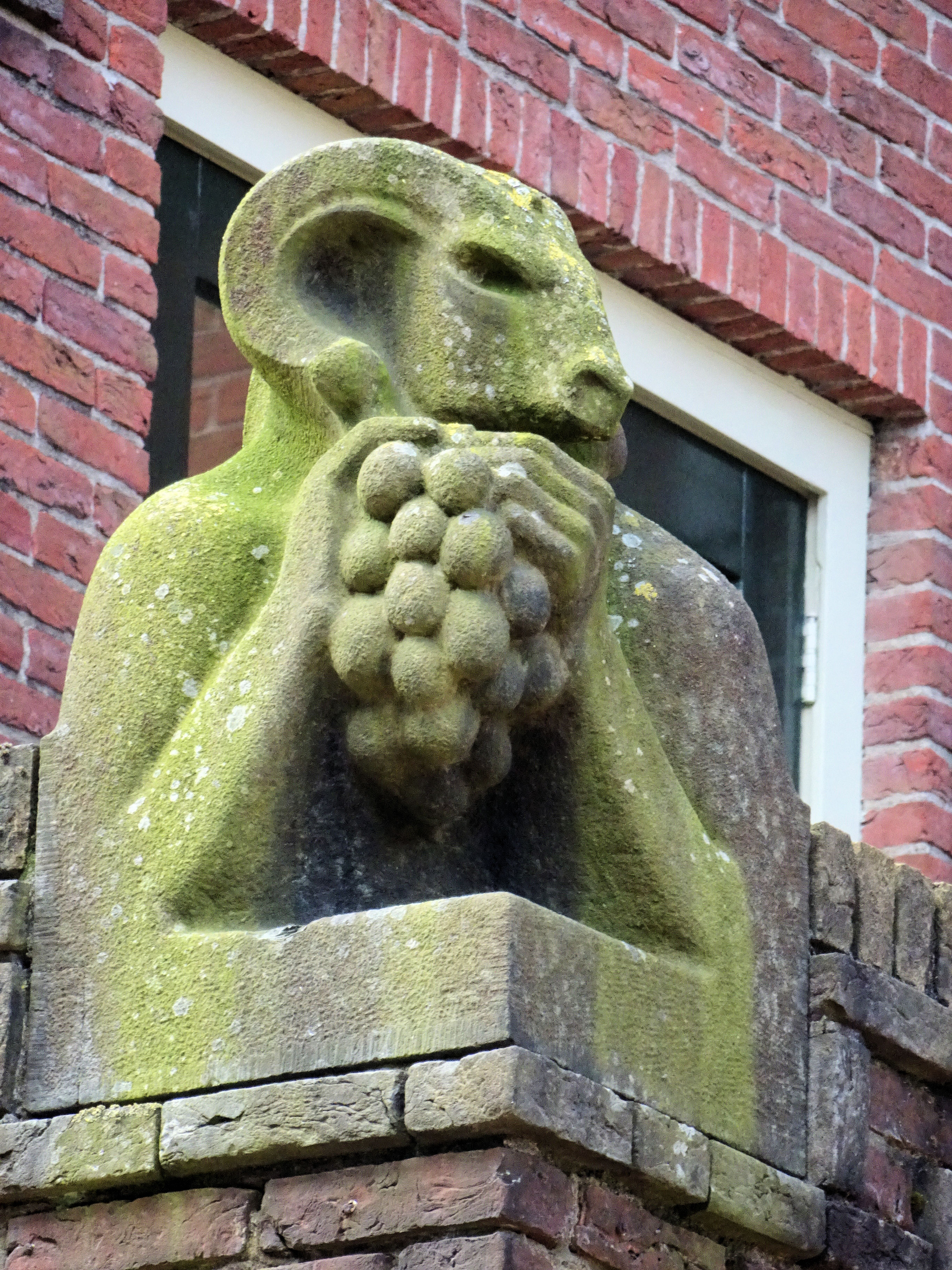
De Faun (Groningen)
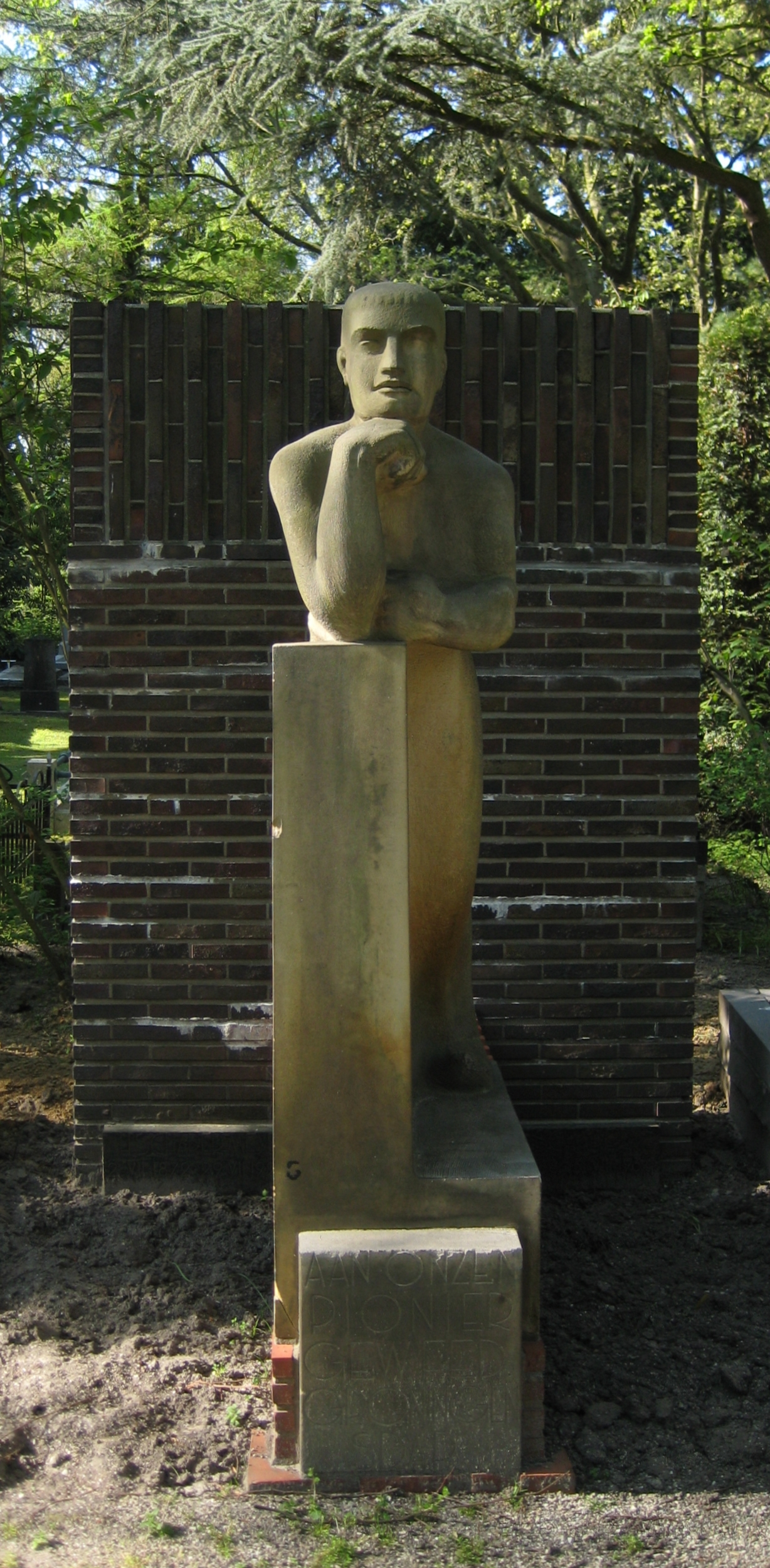
Grafmonument voor Jan Schaper (Groningen)
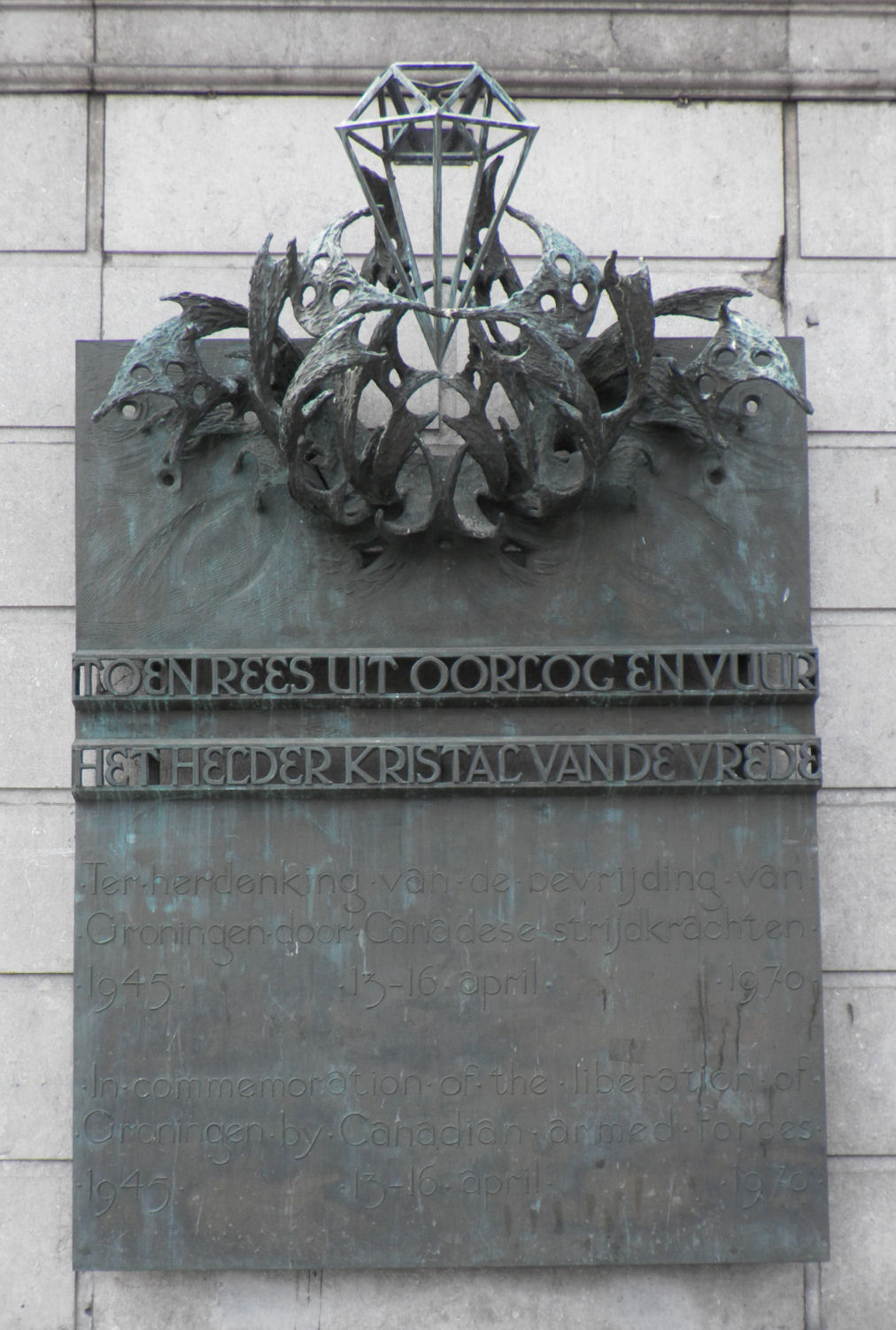
Bevrijdingsplaquette  (Groningen)
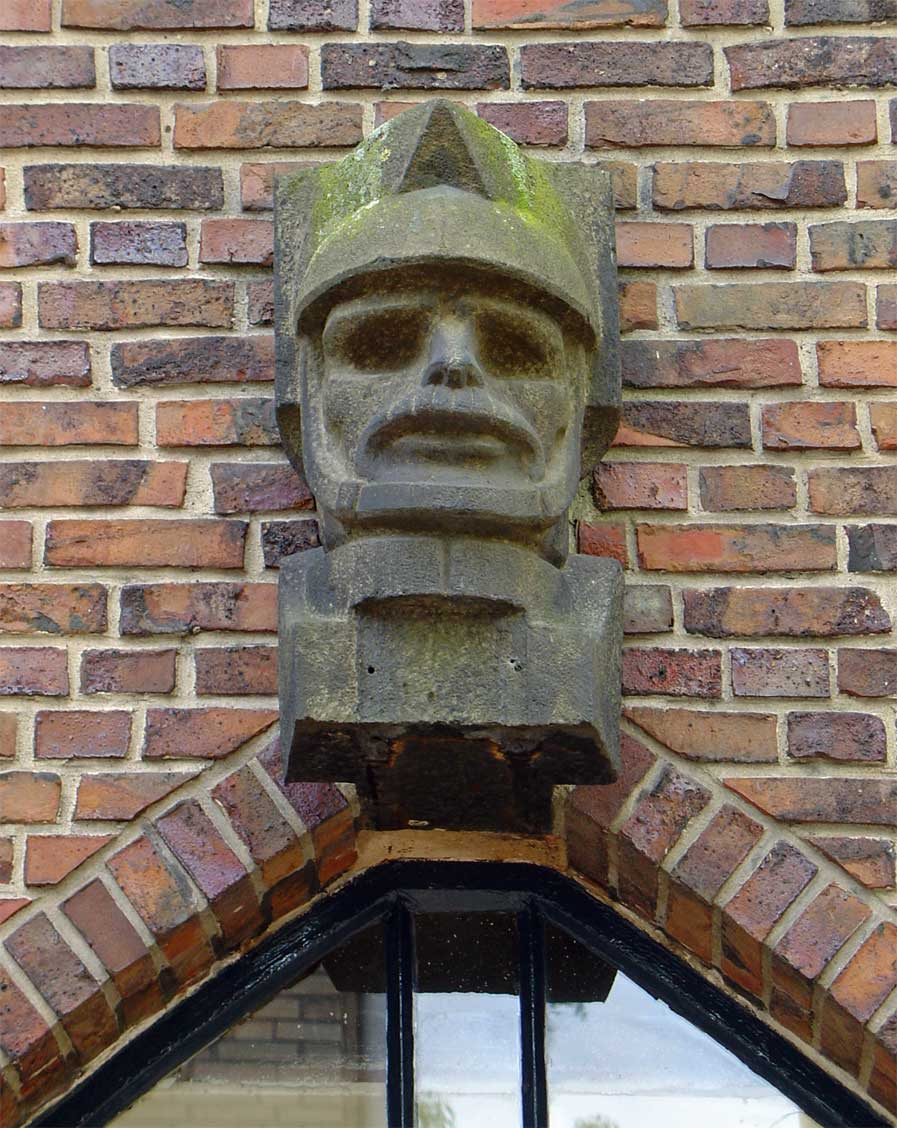
Gevelsteen Politieman (Groningen)
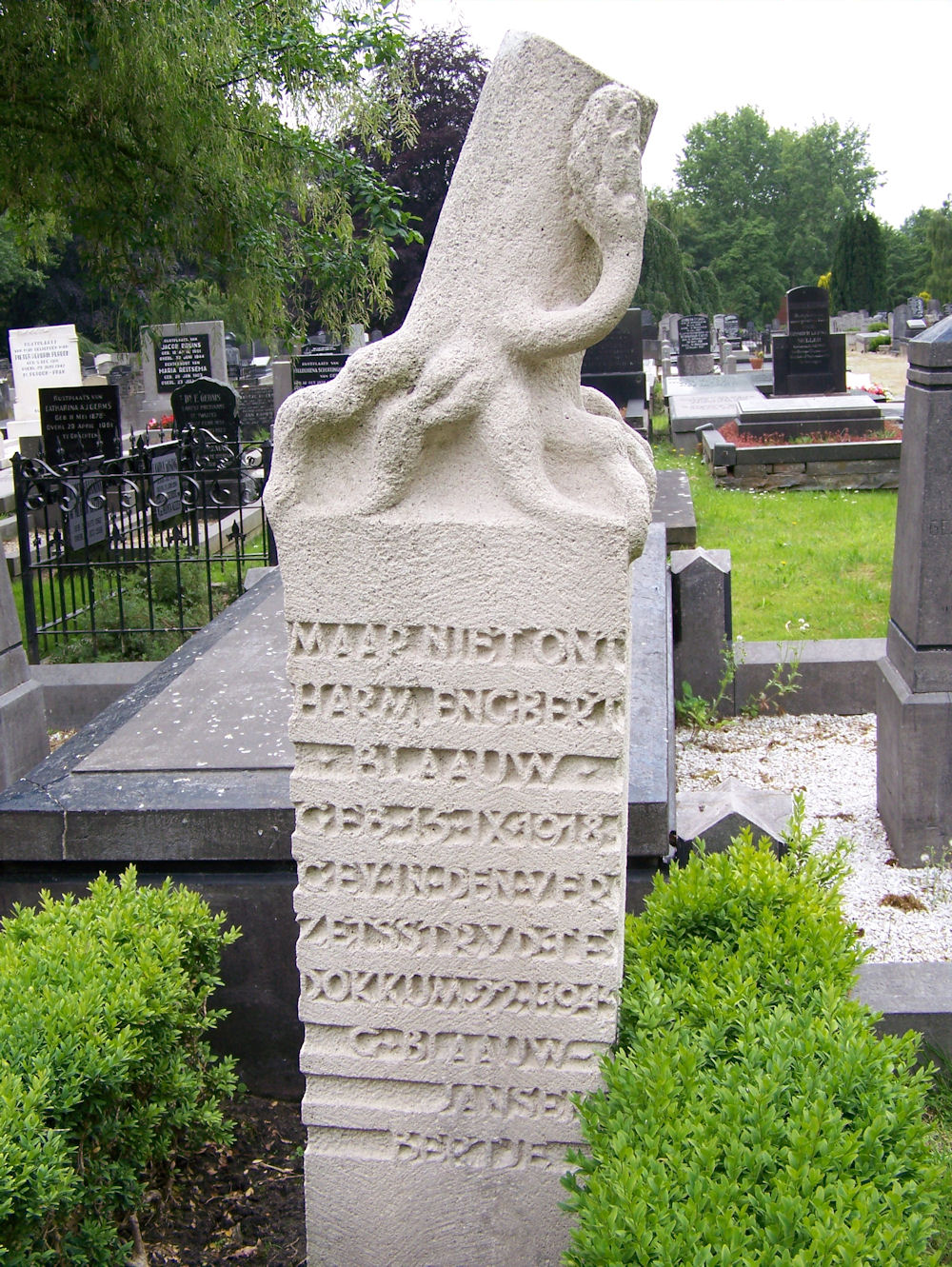
Grafmonument Blaauw (Groningen)
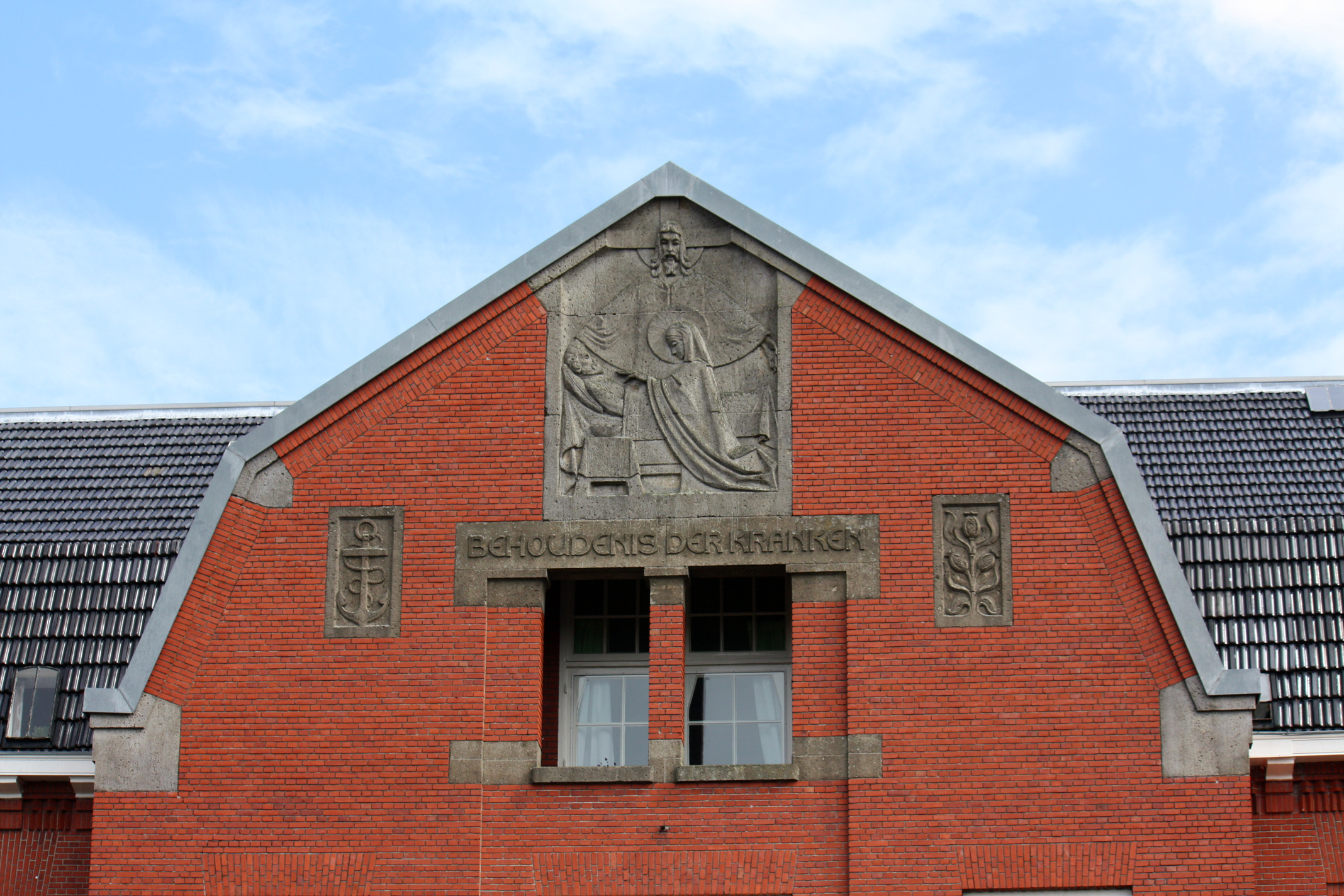
Gevelsteen samen met Wim Haver (Groningen)
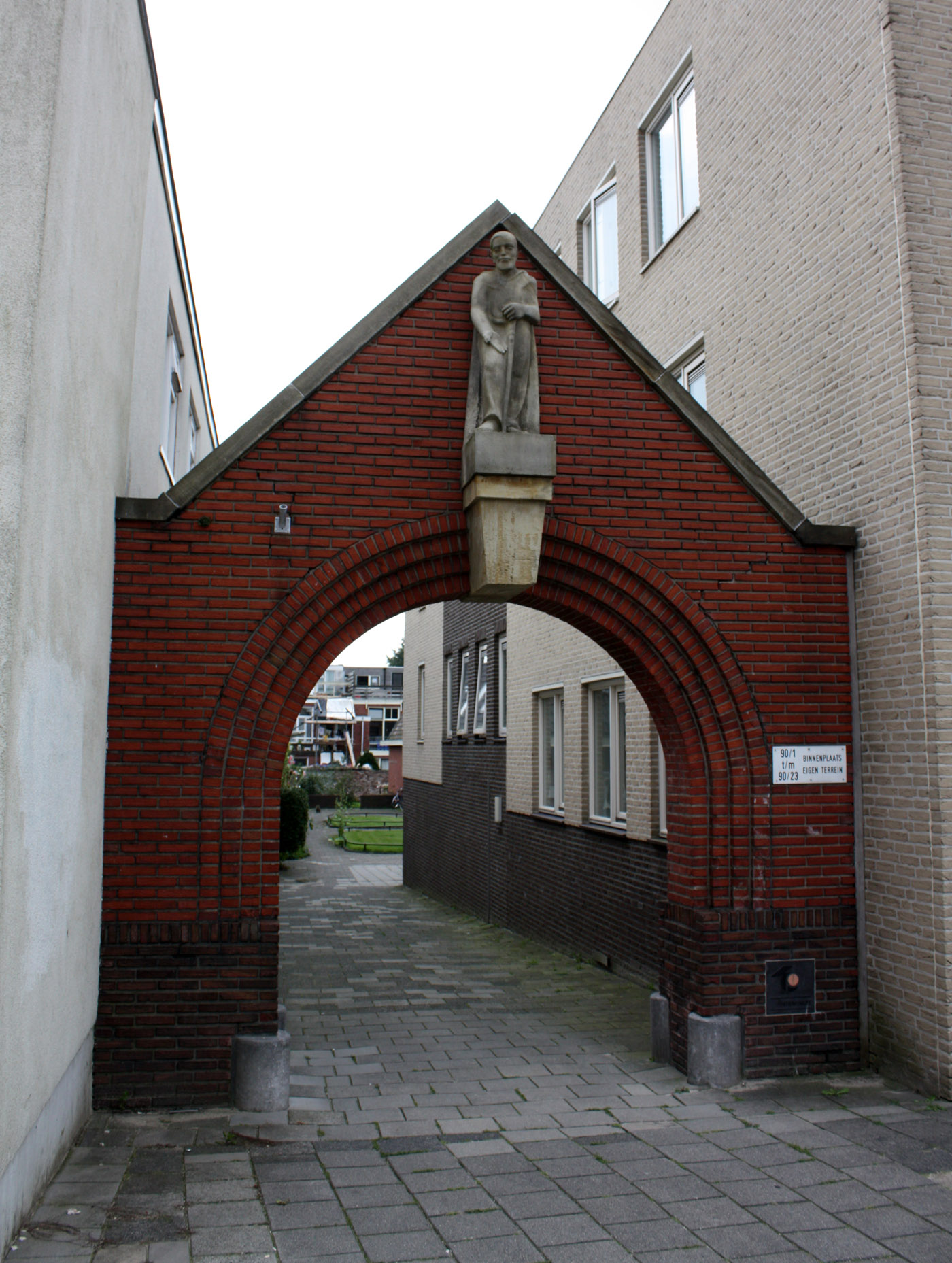
De oude man (Groningen)
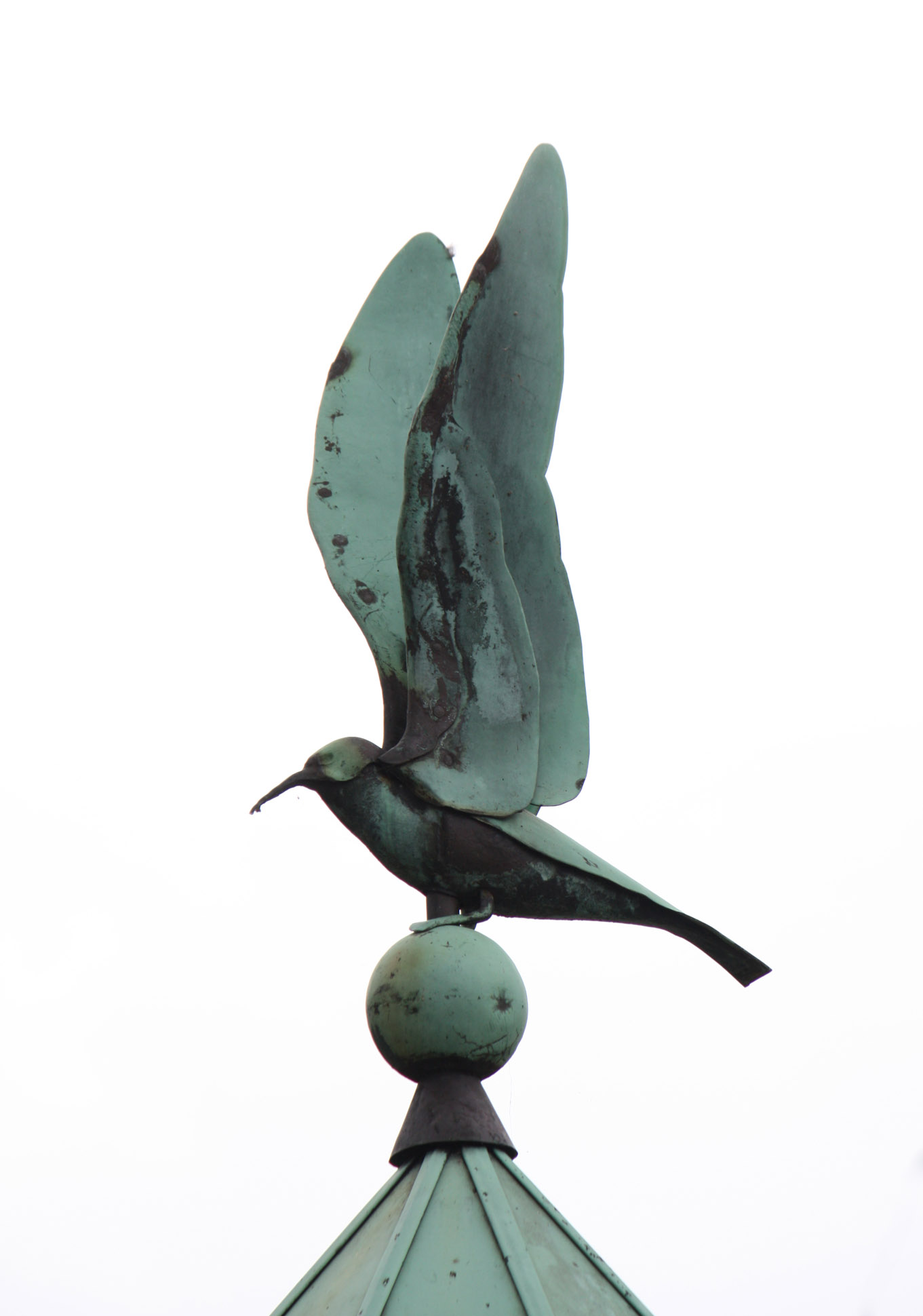
Stern (Groningen)
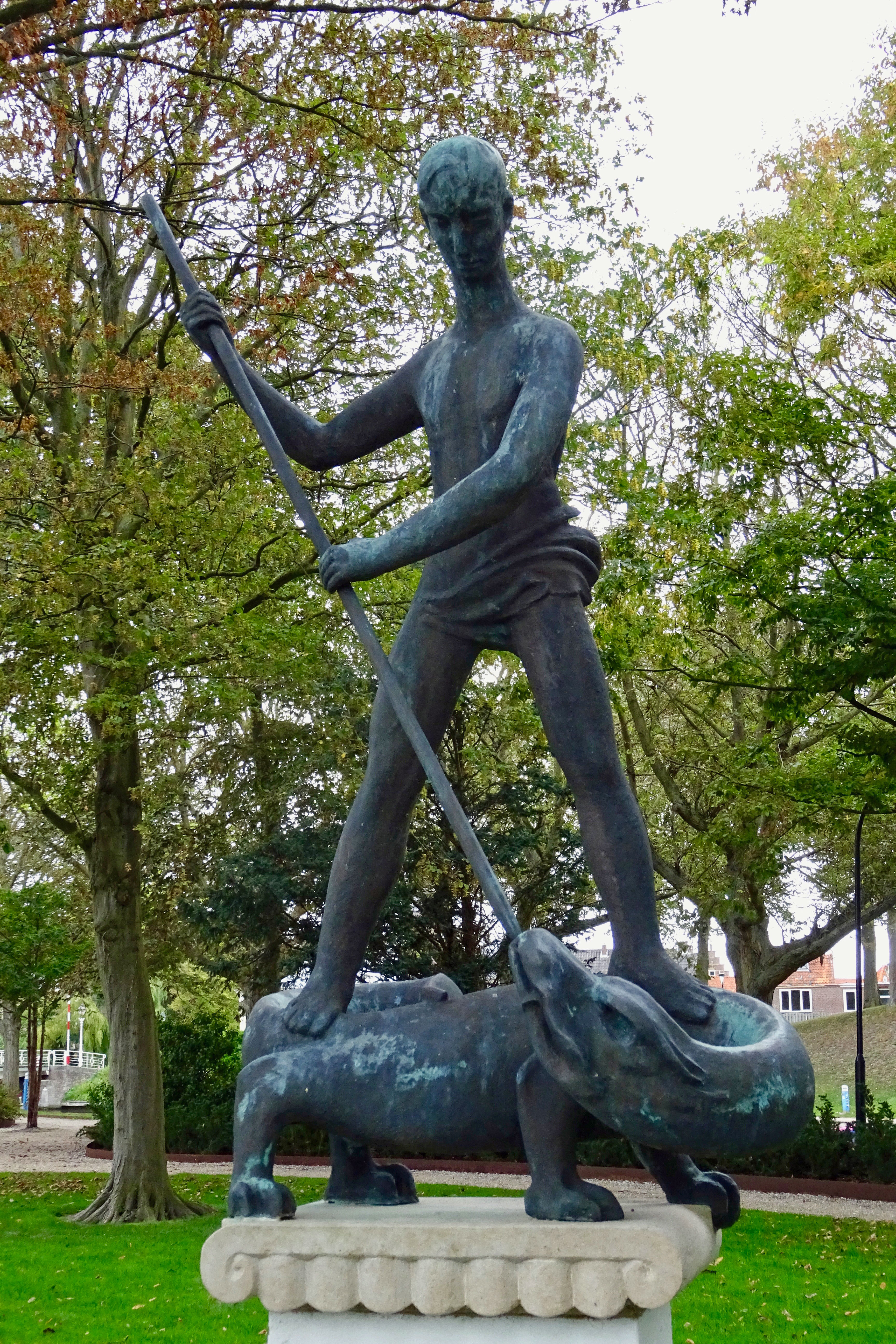
Sint-Joris en de draak (Harlingen)
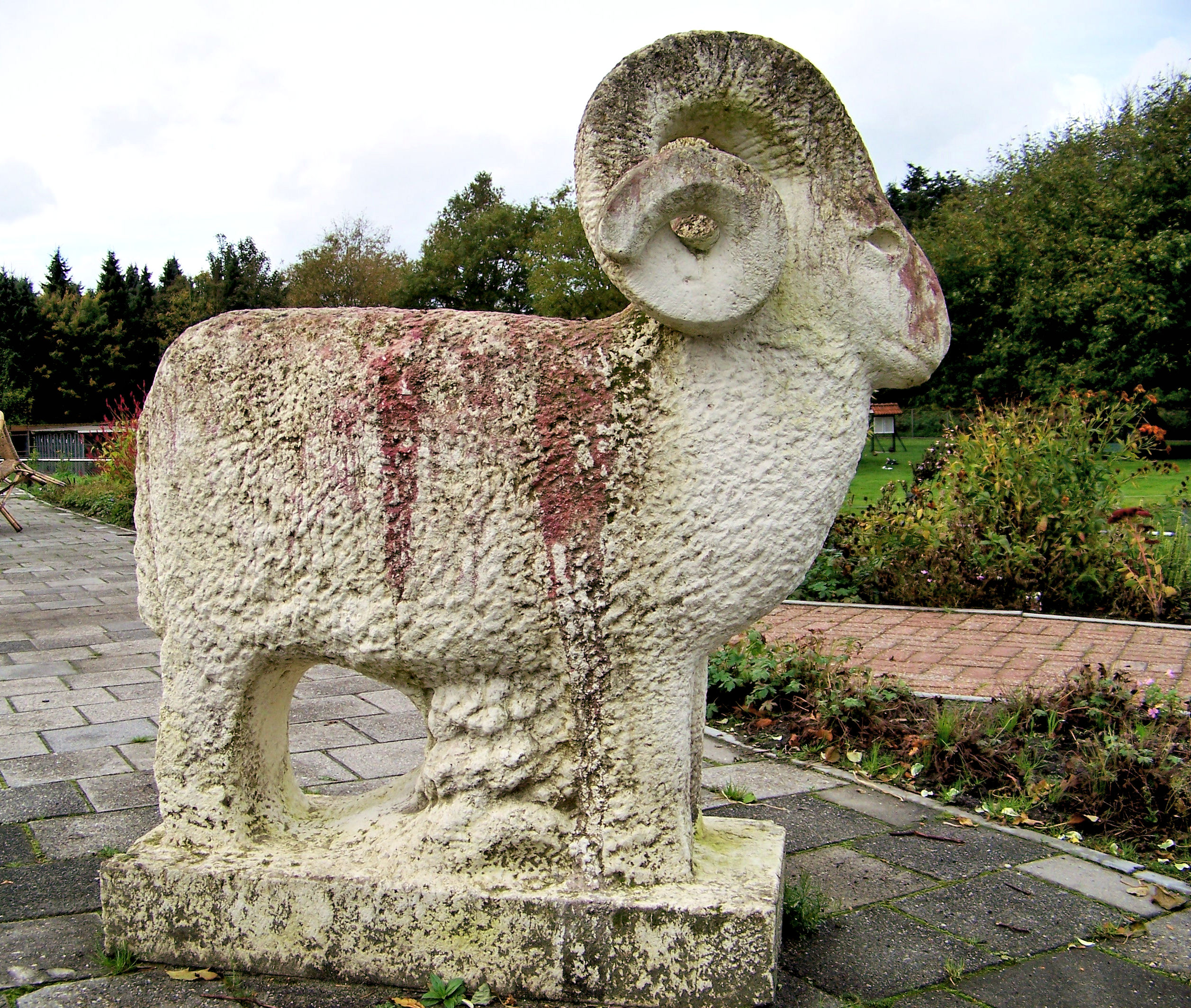
Heideschaap (Hoogezand)
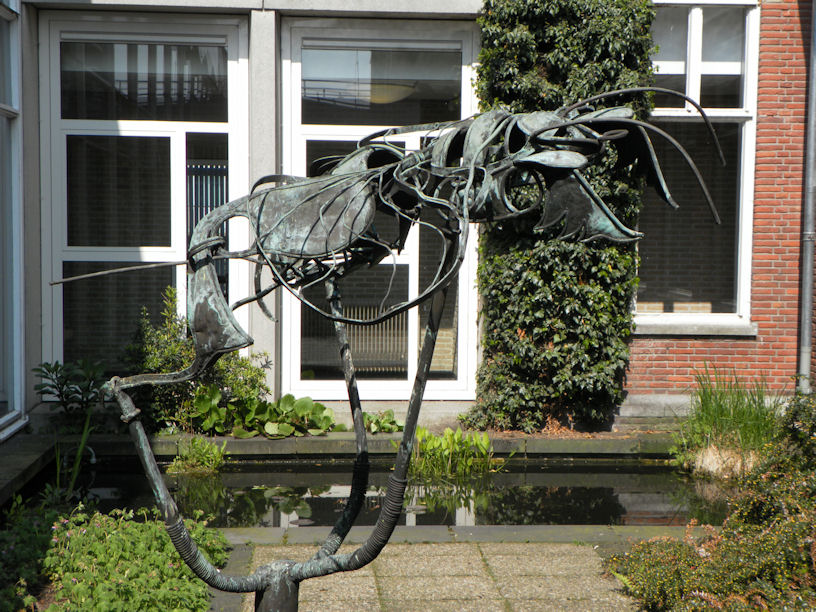
Veenmol (Hoogeveen)
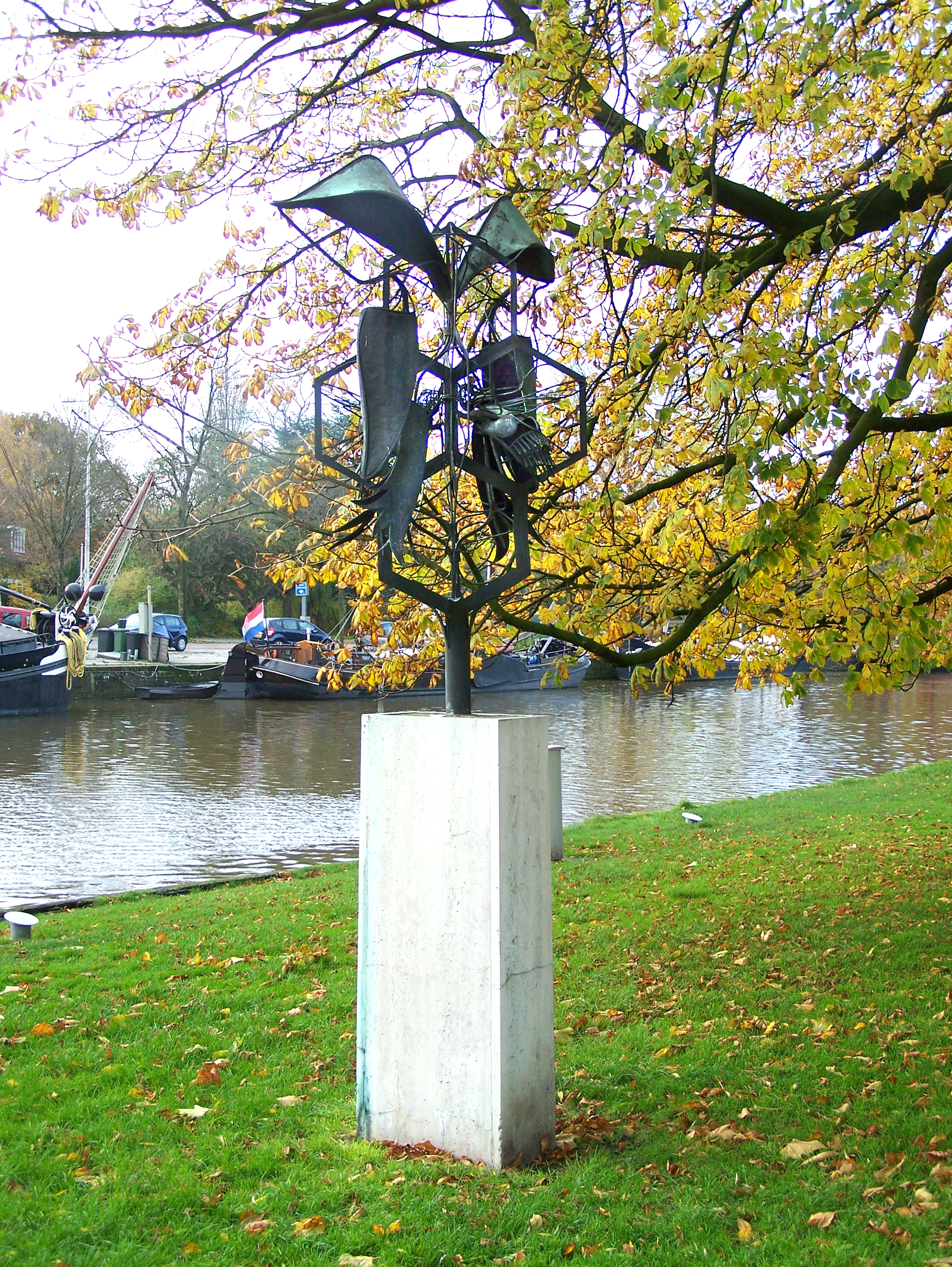
Bijenkorf (Leeuwarden)
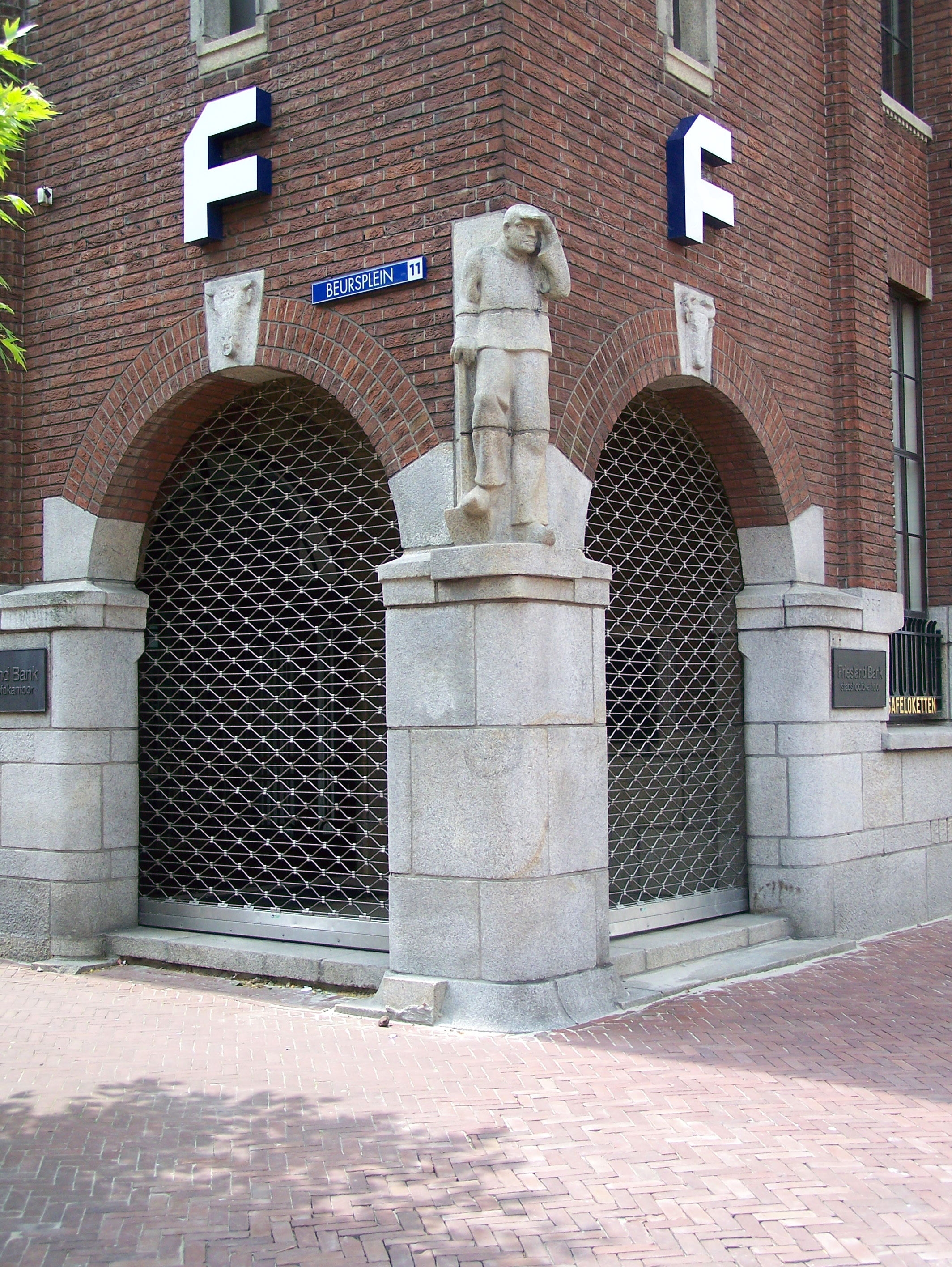
Boer (Leeuwarden)
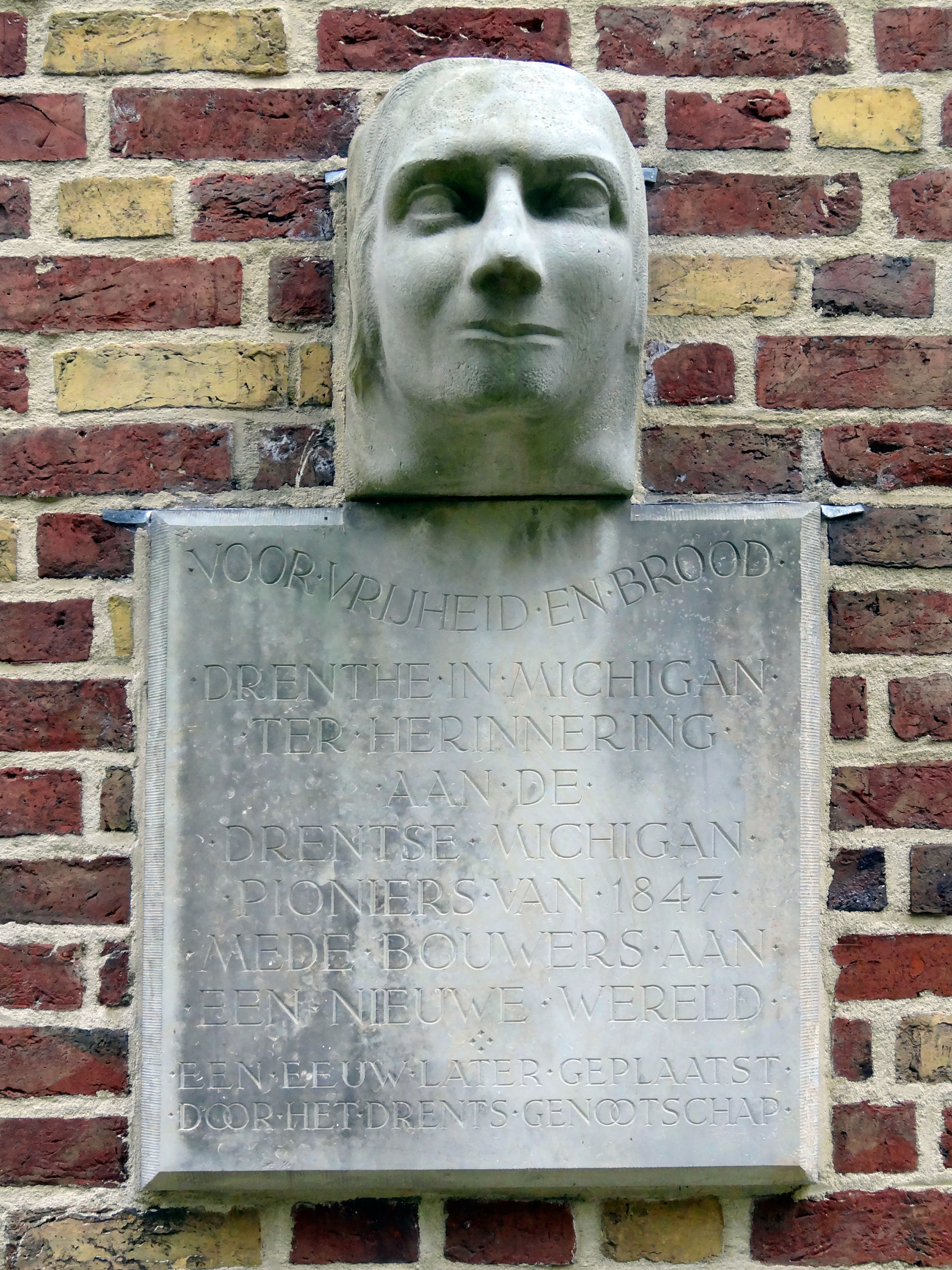
De ziener (Sleen)
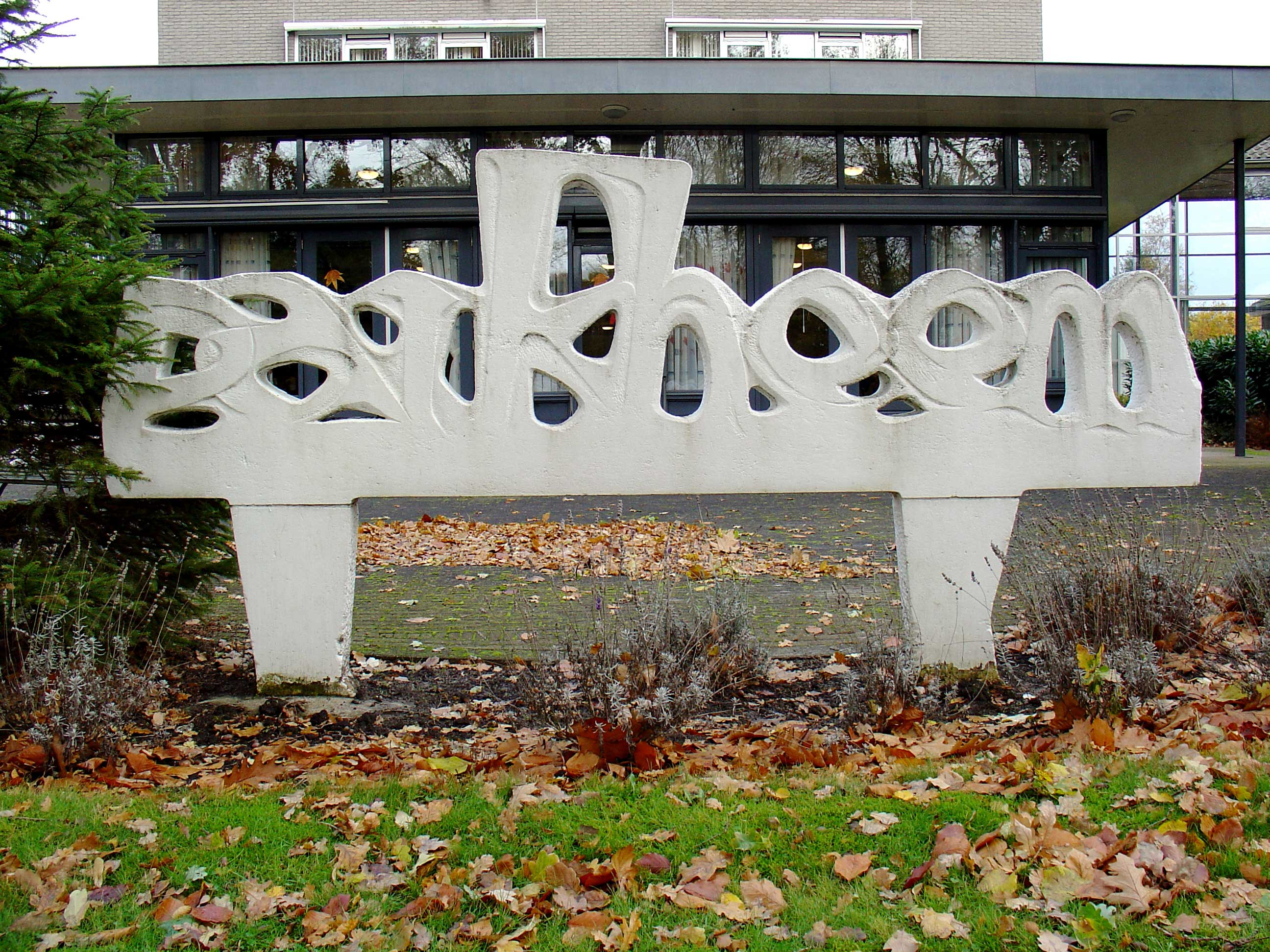
Parkheem (Stadskanaal)
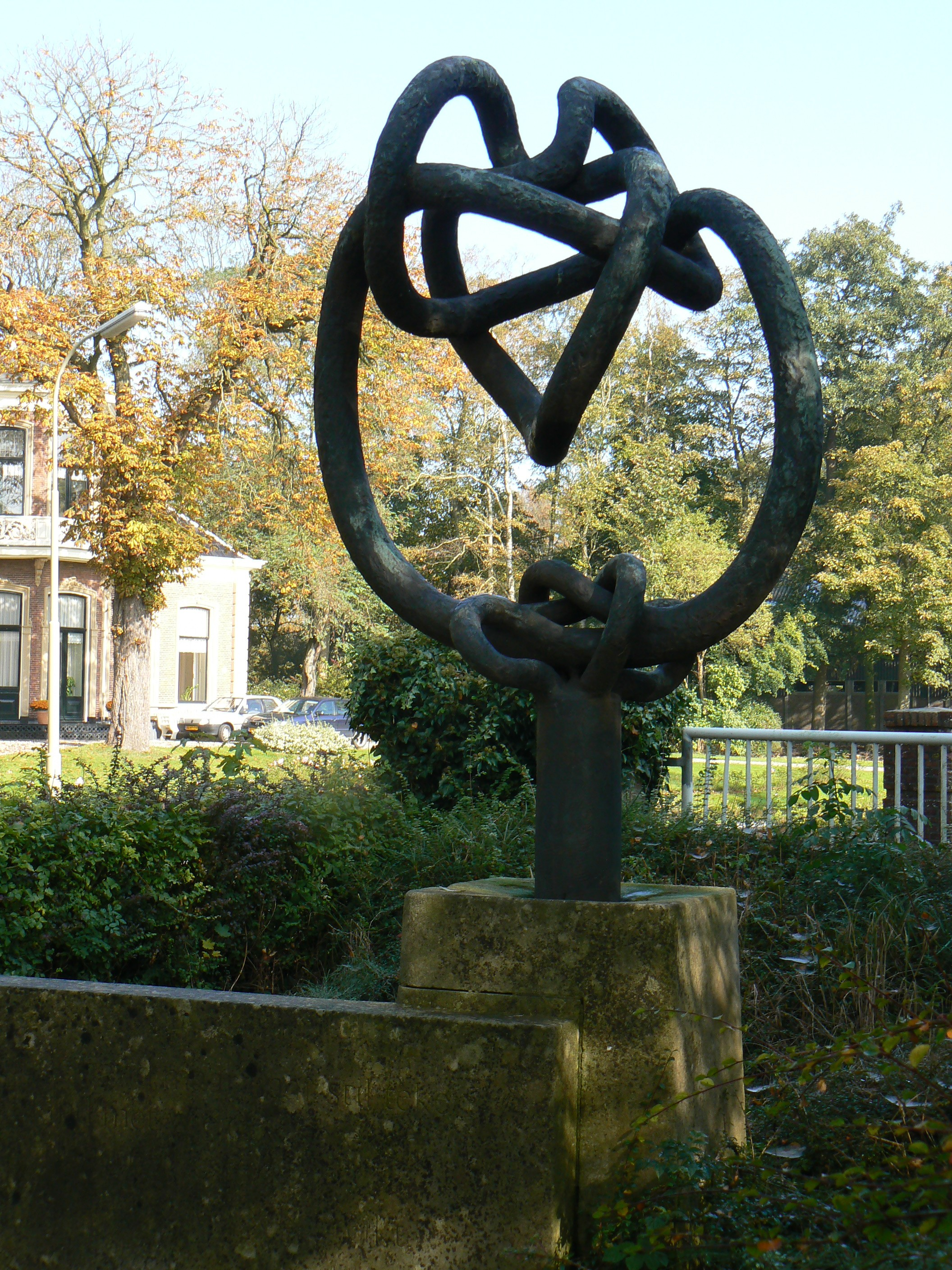
Beeld (Warffum)
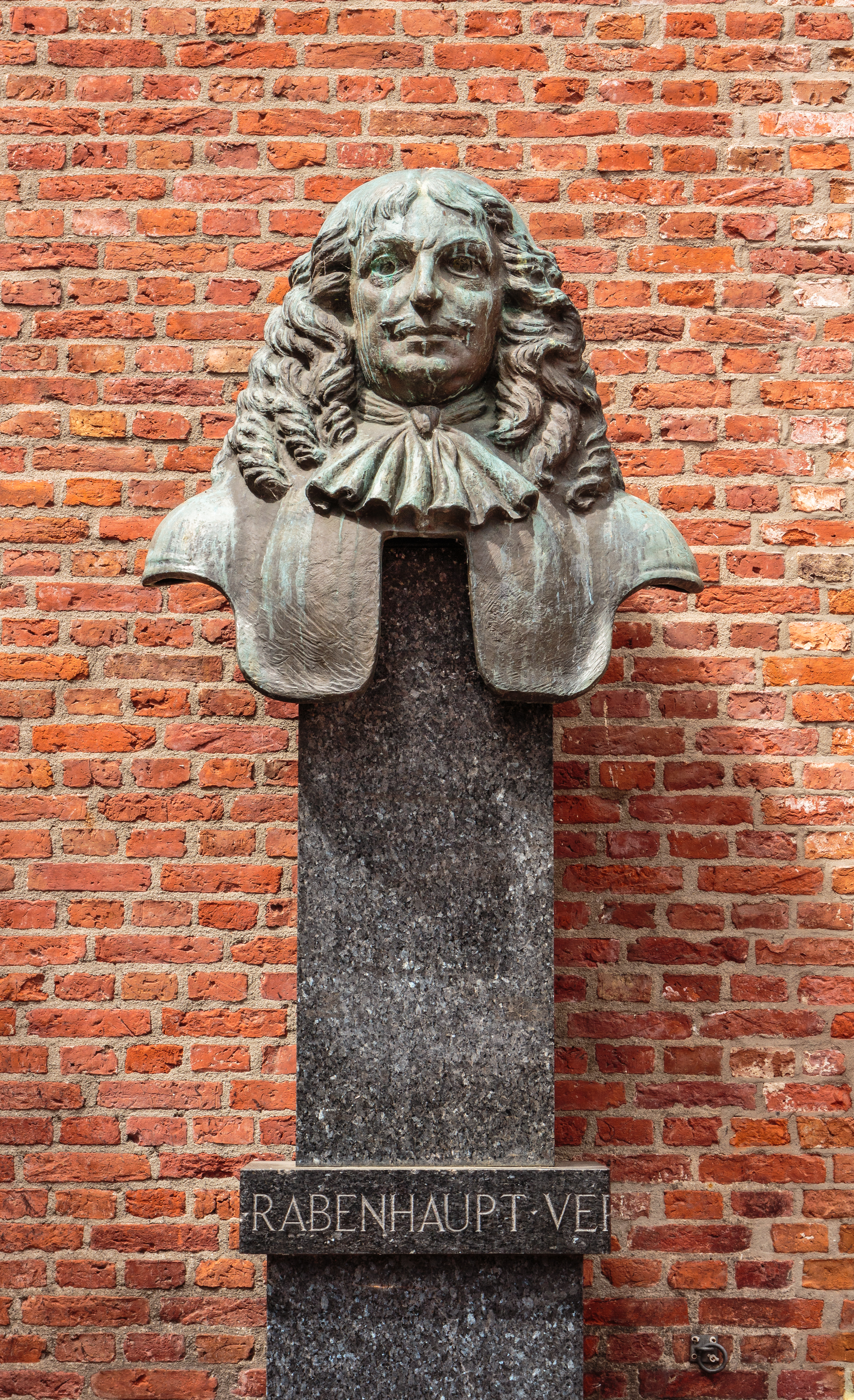
Buste van Carl von Rabenhaupt in groningen stad.

## Leerlingen
- Wobbe Alkema
- Olga Alting van Geusau
- Aizo Betten
- Johan Herman Bolling
- Wim Bouwsema
- Fré Drost
- Klaas van Dijk
- Wim Gerritsma
- Kea Homan
- Marten Klompien
- Teunis Kluiving

- Bé Kracht
- Lourens Lubbers
- Thees Meesters
- Jo Meijer
- Rinus Meijer
- Evert Musch
- Willem Por
- Herman Rinket
- Greet Rispens
- Everhardus Scheffers

- Coen Schilt
- Willie Schreuder
- Anno Smith
- Johan Sterenberg
- Onco Tattje
- Martin Tissing
- Reurt Jan Veendorp
- Wladimir de Vries
- Max van der Wissel
- Jan van der Zee